# Institut du Verbe incarné
Pour les articles homonymes, voir IVE.
L'institut du Verbe incarné (Institutum Verbum Incarnatum ou IVE) est une congrégation religieuse catholique fondée le 25 mars 1984 à San Rafael en Argentine, dans la province de Mendoza, par le prêtre catholique Carlos Miguel Buela.
Elle comprend trois branches : la branche masculine (prêtres et frères), la branche féminine (Servantes du Seigneur et de la Vierge de Matara) et enfin la branche des laïcs.

## Histoire
Carlos Miguel Buela fonde l'IVE en 1984 dans le diocèse de San Rafael.
L'institut commence comme une association publique de fidèles, composée de prêtres des archidiocèses de Buenos Aires et de Paraná.
Les membres de l'institut professent les vœux de pauvreté, chasteté, et obéissance, faisant d'eux des religieux, et appelés traditionnellement conseils évangéliques. Ils professent additionnellement un quatrième vœux de consécration à la Vierge Marie dans la ligne de Louis-Marie Grignion de Montfort.
Rapidement, en raison de la mort de certains et des départs jamais expliquées d'autres, seul Buela reste du groupe fondateur.
En 1988, Buela fonde une branche féminine, les Servantes du Seigneur et de la Vierge de Matará.
L'Institut dispose de maisons de formation dans 7 pays : Argentine, États-Unis, Pérou, Brésil, Philippines, Italie et Espagne (Formation monastique).

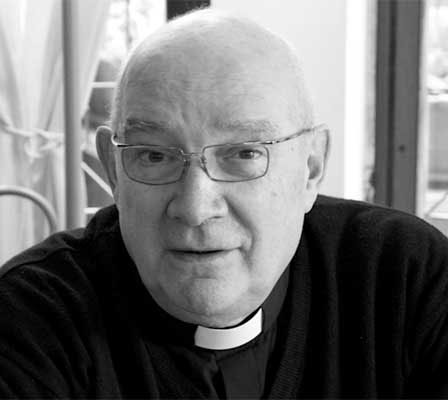
Carlos Miguel Buela en 2013

## Branches

### Institut du Verbe Incarné
La branche cléricale masculine est composée majoritairement de prêtres. Cependant, parmi ses membres se trouvent également des frères religieux non cléricaux appelés frères coadjuteurs. L'Institut est composé de deux branches : une branche apostolique et une branche monastique contemplative.

### Institut des Servantes du Seigneur et de la Vierge de Matará
La branche religieuse féminine est composée de femmes consacrées. Cet Institut possède également une branche apostolique et une branche monastique contemplative.

### Tiers Ordre Séculier du Verbe Incarné
Il s'agit d'une association de fidèles laïcs avec différents niveaux d'adhésion qui incluent, au plus haut niveau, la consécration laïque sous vœu.

## Dérives

### Conflits avec les évêques argentins
L'association entre rapidement en conflit avec les évêques de la région, s'établissant dans d'autres diocèses sans la permission des ordinaires du lieu. En conséquence, aucun des évêques de San Rafael ne considére que le groupe remplisse les conditions canoniques pour devenir un institut de vie consacrée.
À la fin des années 1990, la Conférence épiscopale argentine demande au Saint-Siège de supprimer l’ordre en raison de divers abus présumés. en effets, les évêques argentins étaient déjà au courant des abus commis par Buela, et ils savaient qu’ils n’étaient pas uniquement de nature sexuelle. C’est la raison profonde pour laquelle, après dix ans d’enquêtes menées par trois envoyés romains différents, les évêques argentins ont fait cette demande de suppression.
Mais au lieu de supprimer l'ordre, Jean-Paul II autorise les ordinations des séminaristes de l’IVE.
S'ensuivent plusieurs années, durant lesquelles les évêques argentins refusent d’ordonner des membres de l’ordre.
Finalement, Buela est contraint de démissionner de son poste de supérieur en 1994 et de quitter le diocèse de San Rafael. L'ordre est alors autorisé à s'établir en Italie, dans le diocèse suburbicaire de Velletri-Segni, « église titulaire » de Joseph Ratzinger et administré par Andrea Maria Erba.

### Abus sexuels
Après la dénonciation d'une vingtaine de séminaristes accusant d'abus sexuels Carlos Miguel Buela ainsi que Fernando Yáñez, un prêtre de l'ordre, un décret du Dicastère pour les instituts de vie consacrée et les sociétés de vie apostolique, signé par le cardinal Gardin en 2010, juge ces accusations vraisemblables et estime le fondateur de l'Institut coupable de comportements inappropriés avec de jeunes majeurs,.
Buela quitte alors l'Argentine et se retire à l'abbaye de la Pierre-qui-Vire, en France.
En 2016, il est transféré à Gênes, en Italie. Plusieurs articles détaillent un litige persistant avec le Saint-Siège, et un « gouvernement de l'ombre » dénoncé par le cardinal Santos Abril, commissaire pontifical de la congrégation, qui interdit tout hommage au fondateur, destitué par le Vatican sous Benoit XVI. À la suite de ces évènements, deux commissaires pontificaux, Angelo Todisco et Philippe Toxé, extérieurs à l'institut, en prennent le gouvernement en 2015.
Malgré l'interdiction, l'Institut continue cependant à dédier une page sur son site officiel à son fondateur.
En 2022, le cardinal Santos Abril dénonce le « gouvernement fantôme » qui continue à administrer l'ordre.
En 2023, environ 70 communautés de l'Institut ne sont plus occupées que par un ou deux religieux. Abril, commissaire pontifical, indique qu'au cours des dernières années, « avec des informations encore incomplètes », 275 religieux (principalement des prêtres) ont abandonné l'IVE, 125 ont été réduits à l'état laïc, 52 ont changé de diocèse, 5 processus ont été initiés par la Doctrine de la Foi, 11 ont été expulsés et il y a eu près de 50 exclaustrations.